# Eredivisie 2018-2019 (calcio femminile)
L'Eredivisie 2018-2019 è stata la 9ª edizione dell'omomino torneo della massima divisione a carattere professionistico del campionato olandese femminile di calcio. Il torneo prese il via il 7 settembre 2018 e si concluse il 3 maggio 2019.
Il campionato è stato vinto dal Twente per la terza volta nella sua storia.

## Stagione

### Novità
Rispetto all'edizione 2017-2018, il numero di squadre partecipanti rimase inalterato con nessuna variazione d'organico.

### Formato
Il formato del torneo venne confermato come doppia fase. Nella prima fase di stagione regolare le nove squadre partecipanti si sono affrontate in un girone all'italiana, affrontandosi in partite di andata e ritorno per un totale di 16 giornate. Al termine della stagione regolare, le prime cinque classificate sono state ammesse al girone per il titolo, mentre le restanti quattro sono state ammesse al girone per i piazzamenti; le squadre accedevano alla seconda fase con metà dei punti conquistati nella prima fase, con eventuale arrotondamento per eccesso. Nel girone per il titolo le squadre si sono affrontate in partite di andata e ritorno, per un totale di 8 giornate, mentre nel girone per i piazzamenti le squadre si sono affrontate tre volte, per un totale di 9 giornate. La squadra prima classificata nel girone per il titolo veniva dichiarata campione dei Paesi Bassi e veniva ammessa alla UEFA Women's Champions League per la stagione successiva. Non erano previste retrocessioni.

## Squadre partecipanti
| Club                  | Città      | Stadio                          | Stagione precedente    |
| --------------------- | ---------- | ------------------------------- | ---------------------- |
| Achilles '29          | Groesbeek  | Complesso sportivo De Heikant   | 8º posto in Eredivisie |
| ADO Den Haag          | L'Aia      | Cars Jeans Stadion              | 6º posto in Eredivisie |
| Ajax                  | Amsterdam  | Complesso sportivo De Toekomst  | 1º posto in Eredivisie |
| Excelsior/Barendrecht | Rotterdam  | Van Donge & De Roo Stadion      | 9º posto in Eredivisie |
| Heerenveen            | Heerenveen | Complesso sportivo Skoatterwâld | 3º posto in Eredivisie |
| PEC Zwolle            | Zwolle     | MAC³PARK Stadion                | 4º posto in Eredivisie |
| PSV                   | Eindhoven  | Jan Louwers Stadion             | 5º posto in Eredivisie |
| Twente                | Enschede   | De Grolsch Veste                | 2º posto in Eredivisie |
| VV Alkmaar            | Alkmaar    | Complesso sportivo Robonsbosweg | 7º posto in Eredivisie |

## Prima fase

### Classifica finale
|  | Pos. | Squadra               | Pt | G  | V  | N | P  | GF | GS | DR  |
|  | ---- | --------------------- | -- | -- | -- | - | -- | -- | -- | --- |
|  | 1.   | PSV                   | 40 | 16 | 13 | 1 | 2  | 54 | 11 | +43 |
|  | 2.   | Twente                | 36 | 16 | 11 | 3 | 2  | 52 | 18 | +34 |
|  | 3.   | Ajax                  | 31 | 16 | 9  | 4 | 3  | 38 | 14 | +24 |
|  | 4.   | ADO Den Haag          | 28 | 16 | 9  | 1 | 6  | 42 | 23 | +19 |
|  | 5.   | PEC Zwolle            | 20 | 16 | 6  | 2 | 8  | 34 | 34 | 0   |
|  | 6.   | VV Alkmaar            | 20 | 16 | 6  | 2 | 8  | 24 | 40 | -16 |
|  | 7.   | Heerenveen            | 19 | 16 | 5  | 4 | 7  | 34 | 36 | -2  |
|  | 8.   | Excelsior/Barendrecht | 7  | 16 | 2  | 1 | 13 | 14 | 44 | -30 |
|  | 9.   | Achilles '29          | 6  | 16 | 2  | 0 | 14 | 10 | 82 | -72 |

Legenda:
      Ammessa al girone per il titolo.
      Ammessa al girone per i piazzamenti.
Regolamento:
Tre punti a vittoria, uno a pareggio, zero a sconfitta.

### Risultati
|                       | Ach  | ADO  | Aja  | Exc  | Hee  | PEC  | PSV  | Twe  | VVA  |
| --------------------- | ---- | ---- | ---- | ---- | ---- | ---- | ---- | ---- | ---- |
| Achilles '29          | –––– | 1-9  | 0-4  | 1-0  | 2-6  | 3-2  | 1-9  | 0-8  | 0-2  |
| ADO Den Haag          | 6-0  | –––- | 2-2  | 2-0  | 4-1  | 3-2  | 1-2  | 3-1  | 4-1  |
| Ajax                  | 3-0  | 1-0  | –––- | 5-0  | 3-0  | 3-1  | 2-0  | 1-2  | 2-0  |
| Excelsior/Barendrecht | 5-1  | 2-0  | 0-6  | –––- | 2-2  | 2-3  | 0-3  | 1-3  | 0-2  |
| Heerenveen            | 6-0  | 0-3  | 1-1  | 1-0  | –––- | 3-3  | 0-5  | 0-2  | 3-5  |
| PEC Zwolle            | 10-0 | 1-0  | 3-1  | 3-1  | 0-3  | –––- | 1-3  | 4-2  | 1-2  |
| PSV                   | 5-0  | 2-1  | 1-0  | 3-0  | 6-1  | 4-0  | –––- | 3-3  | 5-0  |
| Twente                | 4-0  | 5-1  | 2-2  | 6-1  | 0-0  | 4-0  | 1-0  | –––- | 4-2  |
| VV Alkmaar            | 3-1  | 2-3  | 2-2  | 3-0  | 0-7  | 0-0  | 0-3  | 0-5  | –––- |

## Seconda fase

### Girone per il titolo

#### Classifica finale
|  | Pos. | Squadra      | Pt | G | V | N | P | GF | GS | DR  |
|  | ---- | ------------ | -- | - | - | - | - | -- | -- | --- |
|  | 1.   | Twente       | 35 | 8 | 5 | 2 | 1 | 18 | 9  | +9  |
|  | 2.   | Ajax         | 32 | 8 | 4 | 4 | 0 | 12 | 4  | +8  |
|  | 3.   | PSV          | 31 | 8 | 3 | 2 | 3 | 16 | 11 | +8  |
|  | 4.   | ADO Den Haag | 21 | 8 | 1 | 4 | 3 | 13 | 19 | -6  |
|  | 5.   | PEC Zwolle   | 12 | 8 | 0 | 2 | 6 | 9  | 25 | -16 |

Legenda:
      Campione dei Paesi Bassi e ammessa alla UEFA Women's Champions League 2019-2020.
Regolamento:
Tre punti a vittoria, uno a pareggio, zero a sconfitta.
Punti portati dalla prima fase:
- PSV 20 punti
- Twente 18 punti
- Ajax 16 punti
- ADO Den Haag 14 punti
- PEC Zwolle 10 punti

#### Risultati
|              | ADO  | Aja  | PEC  | PSV  | Twe  |
| ------------ | ---- | ---- | ---- | ---- | ---- |
| ADO Den Haag | –––– | 2-2  | 4-1  | 2-2  | 1-3  |
| Ajax         | 1-1  | –––– | 0-0  | 1-0  | 2-0  |
| PEC Zwolle   | 3-3  | 0-4  | –––– | 2-3  | 1-5  |
| PSV          | 5-0  | 0-1  | 3-1  | –––– | 2-3  |
| Twente       | 2-0  | 1-1  | 3-1  | 1-1  | –––– |

### Girone per i piazzamenti

#### Classifica finale
|  | Pos. | Squadra               | Pt | G | V | N | P | GF | GS | DR  |
|  | ---- | --------------------- | -- | - | - | - | - | -- | -- | --- |
|  | 6.   | Heerenveen            | 33 | 9 | 7 | 2 | 0 | 40 | 8  | +32 |
|  | 7.   | VV Alkmaar            | 23 | 9 | 3 | 4 | 2 | 23 | 16 | +7  |
|  | 8.   | Excelsior/Barendrecht | 16 | 9 | 3 | 3 | 3 | 13 | 14 | -1  |
|  | 9.   | Achilles '29          | 4  | 9 | 0 | 1 | 8 | 8  | 46 | -38 |

Note:
- L'Achilles '29 non si è iscritto alla stagione successiva.

Regolamento:
Tre punti a vittoria, uno a pareggio, zero a sconfitta.
Punti portati dalla prima fase:
- VV Alkmaar 10 punti
- Heerenveen 10 punti
- Excelsior/Barendrecht 8 punti
- Achilles '29 3 punti

#### Risultati
|                       | Ach  | Ach  | Exc  | Exc  | Hee  | Hee  | VVA  | VVA  |
| --------------------- | ---- | ---- | ---- | ---- | ---- | ---- | ---- | ---- |
| Achilles '29          | –––– | –––– | 1-1  | –––– | 2-6  | –––– | 2-6  | 1-4  |
| Excelsior/Barendrecht | 1-0  | 5-0  | –––– | –––– | 0-4  | –––– | 1-1  | –––– |
| Heerenveen            | 6-0  | 12-0 | 3-0  | 3-1  | –––– | –––– | 1-1  | –––– |
| VV Alkmaar            | 5-2  | –––– | 2-2  | 0-2  | 1-1  | 3-4  | –––– | –––– |

## Statistiche

### Classifica marcatrici
Prima fase
| Gol |  |  | Giocatore     | Squadra      |
| --- |  |  | ------------- | ------------ |
| 17  |  |  | Joëlle Smits  | Twente       |
| 16  |  |  | Katja Snoeijs | PSV          |
| 14  |  |  | Babiche Roof  | PEC Zwolle   |
| 12  |  |  | Tiny Hoekstra | Heerenveen   |
| 12  |  |  | Ellen Jansen  | Ajax         |
| 12  |  |  | Pia Rijsdijk  | ADO Den Haag |
| 11  |  |  | Renate Jansen | Twente       |
| 9   |  |  | Fenna Kalma   | Heerenveen   |

Girone per il titolo
| Gol |  |  | Giocatore       | Squadra      |
| --- |  |  | --------------- | ------------ |
| 8   |  |  | Joëlle Smits    | Twente       |
| 7   |  |  | Renate Jansen   | Twente       |
| 5   |  |  | Pia Rijsdijk    | ADO Den Haag |
| 4   |  |  | Naomi Pattiwael | PSV          |
| 4   |  |  | Katja Snoeijs   | PSV          |
| 4   |  |  | Babiche Roof    | PEC Zwolle   |

Girone per i piazzamenti
| Gol |  |  | Giocatore           | Squadra               |
| --- |  |  | ------------------- | --------------------- |
| 15  |  |  | Tiny Hoekstra       | Heerenveen            |
| 9   |  |  | Suzanne Admiraal    | Heerenveen            |
| 5   |  |  | Anne-Fleur Duppen   | VV Alkmaar            |
| 5   |  |  | Sherallin Henriquez | Excelsior/Barendrecht |
| 5   |  |  | Simone Kets         | VV Alkmaar            |
| 5   |  |  | Quinty Sabajo       | Heerenveen            |